# Puré de papas instantáneo

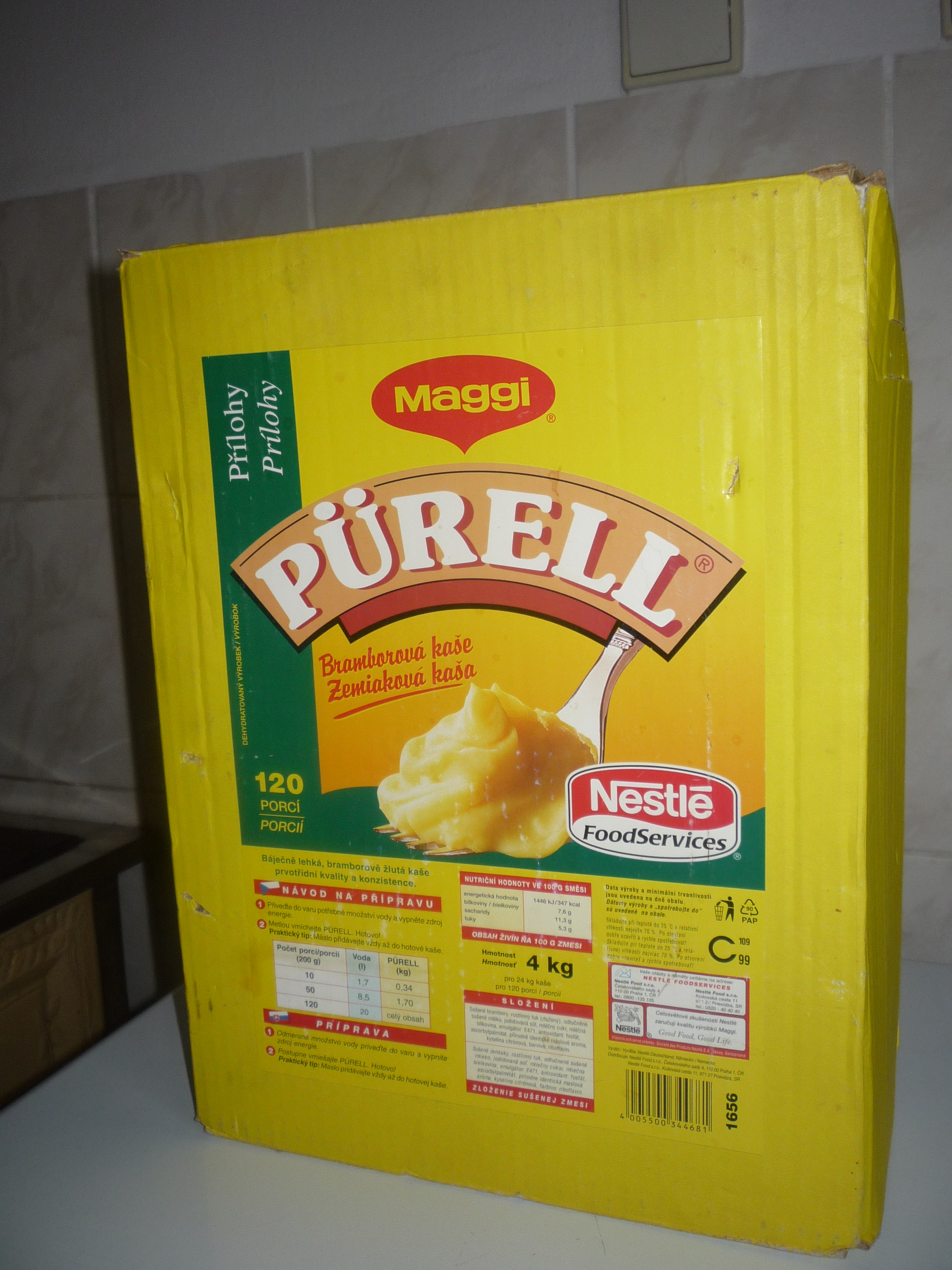
Paquete de puré de patatas instantáneo checo

El puré de patatas instantáneo (también denominado puré de papas instantáneo) es un producto alimentario en forma de escamas obtenido a base de patatas, que se someten a un proceso industrial de cocción, trituración y deshidratación para obtener un plato preparado envasado. Se puede reconstituir añadiendo agua o leche calientes (o también con ambas), lo que produce una cantidad de puré de patatas similar al volumen del líquido añadido. Están disponibles en muchos sabores diferentes.

El puré de patatas también se puede reconstituir a partir de harina de patata, pero el proceso se dificulta debido a la formación de grumos. Una característica clave del puré de patatas instantáneo es que se presenta en forma de escamas o laminillas, lo que evita la formación de grumos. Análogos al puré de patata instantáneo son el poi instantáneo hecho con quiscamote y el fufu instantáneo hecho con ñame o con sucedáneos del mismo, incluyendo los cereales. El poha, una papilla de arroz instantánea, también tiene una filosofía similar, al igual que otras gachas instantáneas, elaboradas a partir de escamas, gránulos o perlas para evitar la formación de grumos.

## Historia

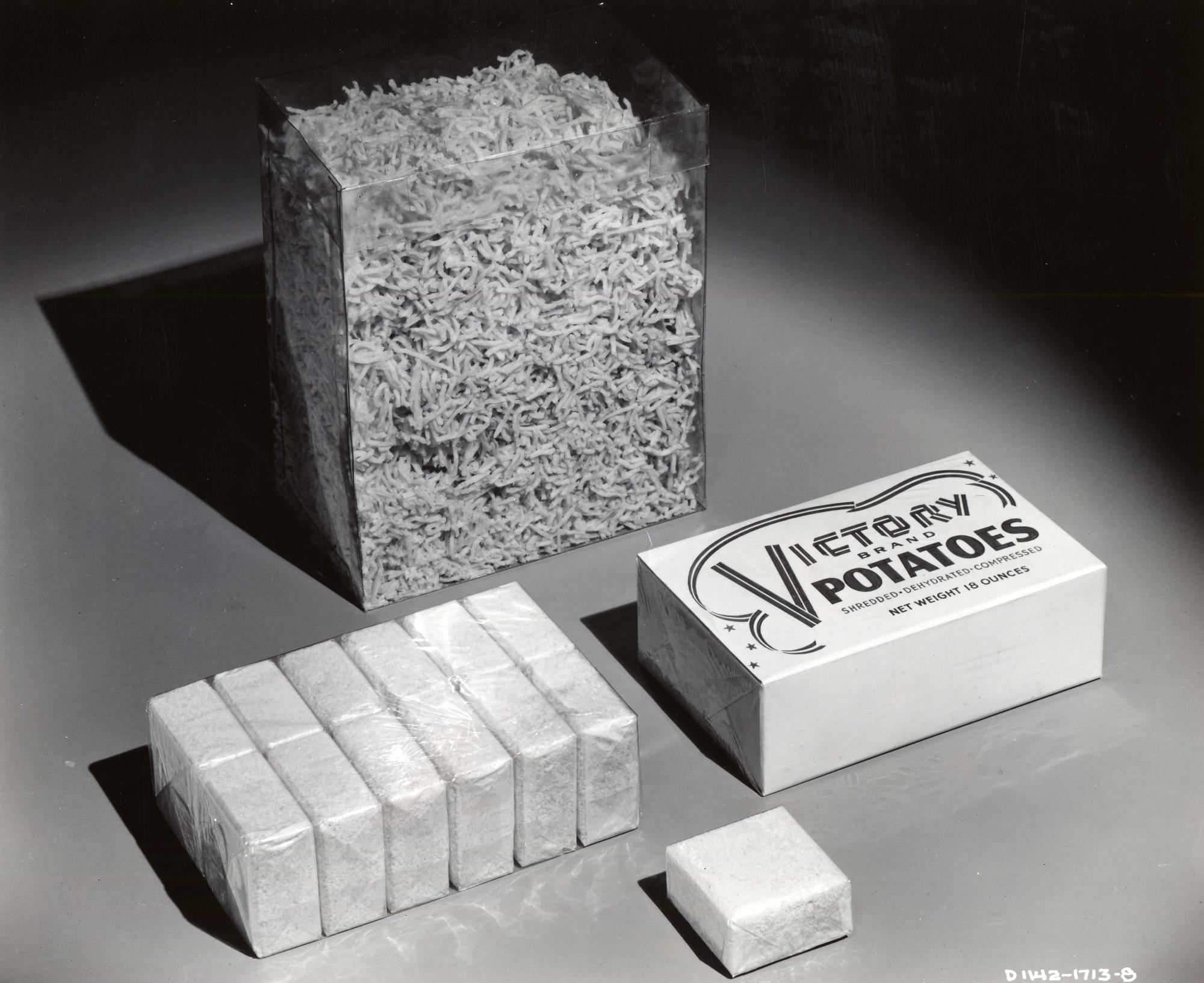
Patatas deshidratadas y ralladas, alrededor de 1940

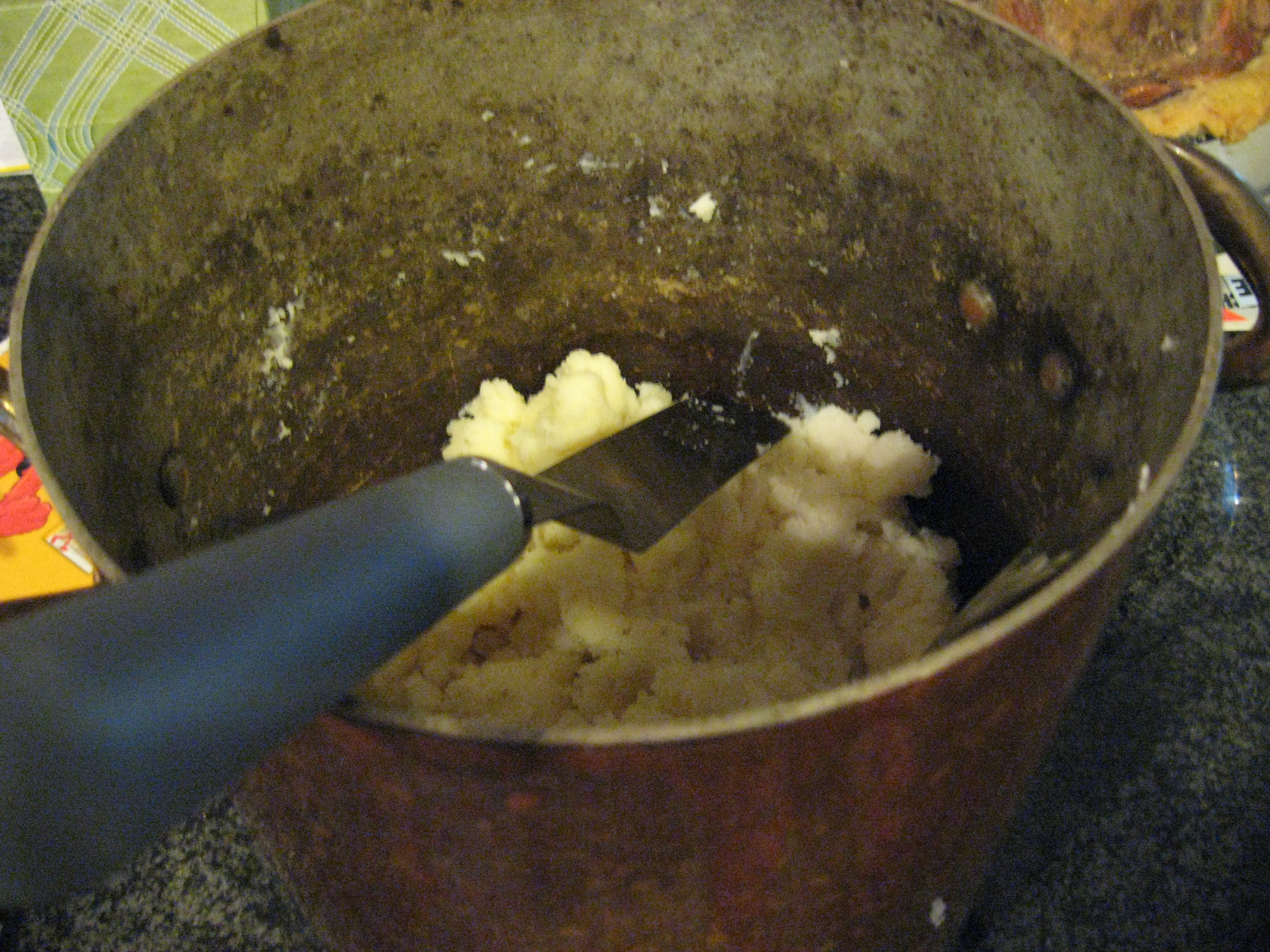
Puré de patatas instantáneo

La práctica de secar almidón procedente de raíces alimentarias para facilitar su preservación y su transporte está ampliamente documentada en todo el mundo, y probablemente data de antes de la llegada de la agricultura. Las patatas, en particular, se han utilizado desecadas al menos desde la época del imperio incaico, en forma de chuño. Otro ejemplo se encuentra en la cocina de los aínos del Japón, que recolectan las patatas congeladas del suelo helado en primavera y luego las dejan secar.
La patente estadounidense 1025373, desarrollada por Ernest William Cooke con el nombre de "Patatas deshidratadas y proceso de preparación", describe un producto que debía reconstituirse en agua caliente. Se solicitó en 1905 y se concedió en 1912.
El puré de patata instantáneo en copos se remonta al menos a 1954, cuando dos investigadores del Departamento de Agricultura de los Estados Unidos obtuvieron una patente para el "Secado en tambor de puré de patata cocido" (patente estadounidense 2.759.832), que describe específicamente el producto final como laminillas o copos.
En 1962, el científico canadiense Edward Asselbergs obtuvo la patente estadounidense 3.260.607, titulada "Preparación de puré de patata cocido deshidratado", para un método industrial específico de producción del producto.

## Proceso de preparación industrial
Según el proceso desarrollado por  Edward Asselbergs, para convertir las patatas en escamas primero de deben hervir a una temperatura de 70°, y a continuación enfriarse a 20°. Este cambio de temperatura permite romper la estructura interna del tubérculo, lo que facilita incorporar sustancias aditivas (como emulsionantes, colorantes, vitaminas o conservantes). Por último, la masa resultante se calienta a 150°, y una vez deshidratada, se obtienen las escamas que serán envasadas y para su venta.

## Nutrición
El puré de patata instantáneo contiene considerablemente más sodio que las patatas frescas y mucha menos fibra dietética. En otros aspectos, son similares al puré de patatas frescas en cuanto a sus propiedades nutricionales: aproximadamente dos tercios de almidón en peso seco, con cantidades menores de proteína, fibra alimentaria y vitaminas. La mayor diferencia radica en la pérdida de vitamina C, aunque algunos productos pueden ser enriquecidos para compensar esta carencia. Cien gramos (95 g) de puré de patatas instantáneo sin enriquecer aportan el 11 % de la ingesta diaria recomendada de vitamina C, en comparación con el 18 % que aporta la versión confeccionada con patatas frescas.

## Otros usos
- Espesante en salsas, sopas y salsas[5]
- Masa madre como iniciador[6]
- Sustituto del pan rallado[7]